# Chronologie de l'invasion de l'Ukraine par la Russie (novembre 2023)
Pour un article plus général, voir Invasion de l'Ukraine par la Russie.
Cet article fait partie de la chronologie de l'invasion de l'Ukraine par la Russie et présente une chronologie des événements clés de ce conflit durant le mois de novembre 2023.
Pour les événements précédents, voir Chronologie de l'invasion de l'Ukraine par la Russie (octobre 2023).
Pour les événements suivants, voir Chronologie de l'invasion de l'Ukraine par la Russie (décembre 2023).

## Chronologie des évènements

### 1ernovembre
Les forces d'opérations spéciales et la 1re brigade des forces spéciales ukrainiennes, ont détruit une station radar russe près de Krasnaïa Poliana, dans l'oblast de Belgorod.
Une attaque de missiles Storm Shadow sur le quartier général du commandement de Dnipro situé à Strilkove, sur l'isthme d'Arabat près de la mer d'Azov élimine les chefs adjoints du commandement des forces aéroportées, le colonel Vadim Dobryakov et le colonel Alexander Galkin, ainsi que le chef du département de gestion opérationnelle du quartier général des forces aéroportées, le colonel Alexey Koblov,,.

### 2 novembre
Le ministre ukrainien de l'Intérieur Ihor Klymenko, indique que « la Russie a bombardé 118 localités dans 10 régions au cours des dernières 24 heures ».
Le général Valeri Zaloujny, commandant en chef des forces armées ukrainiennes reconnait que « la contre-offensive commencée il y a cinq mois n'a pas fonctionné car ses soldats n'ont pas réussi à percer les positions défensives russes retranchées et les champs de mines. Le simple fait est que nous voyons tout ce que fait l'ennemi et qu'il voit tout ce que nous faisons. Pour sortir de cette impasse, nous avons besoin de quelque chose de nouveau, comme la poudre à canon que les Chinois ont inventée et que nous utilisons encore pour nous entretuer ».

### 3 novembre
L'état-major ukrainien rapporte que les forces ukrainiennes contiennent les avancées russes près d'Avdiïvka, oblast de Donetsk. Plusieurs assauts russes sont repoussés près de Severnoïé (oblast de Donetsk) (à 6 kilomètres à l'ouest d'Avdiïvka), Tonenke (uk) (8 kilomètres à l'ouest) et Pervomaïsk (oblast de Louhansk) (11 kilomètres au sud-ouest).
Des images de la bataille d'Avdiivka montrent une tentative d'attaque russe brisée par la 47e brigade mécanisée.
Un brouilleur de signal GPS russe « Pole-21 » installé dans l'oblast de Zaporijjia est détruit par une bombe guidée par GPS JDAM.
À la demande du ministre de la Défense, Roustem Oumierov, Volodymyr Zelensky limoge le général de brigade Viktor Khorenko de son poste de commandant des  Forces d'opérations spéciales ukrainiennes et le remplace par le colonel Serhiy Loupantchouk,.

### 4 novembre
Selon le ministère de la Défense britannique l'armée russe a perdu environ 200 véhicules blindés et plusieurs milliers de soldats à Avdiïvka.
L'Ukraine déclare avoir frappé les infrastructures maritimes et portuaires de Zalyv, également connu sous le nom de chantier naval BE Butoma, à Kertch en Crimée, frappant une cale sèche et endommageant la corvette lance-missiles russe Askold,,.

### 5 novembre
La Russie lance une attaque aérienne nocturne sur Odessa, sud de l'Ukraine, blessant huit personnes. 15 drones et un missile auraient été abattus au-dessus de la ville. Le maire Hennadiy Troukhanov déclare que des dommages importants ont été signalés au musée d'Art d'Odessa, situé dans le palais Potocki, où des œuvres d’art ont été arrachées des murs et des fenêtres soufflées, ainsi que sur 20 bâtiments résidentiels et le système d'eau. Le musée, qui célébrait son 124e anniversaire le jour de l'attaque, a déclaré qu’aucune de ses collections n'a été endommagée.

### 6 novembre
L'Institute for the Study of War (ISW) rapporte que les forces ukrainiennes ont progressé près de Pidstepne (uk), 12 kilomètres à l'est de Kherson et à 3 kilomètres du Dniepr, ainsi qu'à Krynky (30 kilomètres à l'est de Kherson et à 2 kilomètres du fleuve).
Un assistant du général et commandant en chef des forces armées ukrainiennes Valeri Zaloujny est tué par une bombe déguisée en cadeau d'anniversaire dans sa résidence de Chaiky, dans l'oblast de Kyïv,.
Le gouverneur installé par la Russie de l'oblast de Zaporijjia, Yevgeny Balitsky, annonce le début de la construction d'un chemin de fer reliant la région à la Russie, partant de Iakymivka, à l'extérieur de Melitopol, et se terminant à Rostov-sur-le-Don et passant par Berdiansk et Marioupol. Il a ajouté que le projet aiderait la logistique militaire russe en contournant le pont de Crimée.
Le fabricant d'armes français Verney-Carron signe un contrat de 36 millions d'euros (38,6 millions de dollars) pour fournir à l'Ukraine 10 000 fusils d'assaut, 2 000 fusils de sniper et 400 lance-grenades.

### 7 novembre
Selon les services de renseignement ukrainiens, les Russes ont placé des mines et des explosifs dans des pipelines, des points de contrôle de gaz fixes, des sous-stations électriques et d'autres infrastructures critiques dans la partie occupée de l'oblast de Kherson.

### 8 novembre
Le commandant militaire séparatiste de la république populaire de Louhansk pendant la guerre dans le Donbass et membre de l'assemblée régionale installée par la Russie, Mikhaïl Filiponenko est tué dans l'explosion à la voiture piégée placée par les services de renseignement militaires ukrainiens et des partisans dans la ville de Louhansk. Celui-ci est accusé par les ukrainiens « d'avoir été impliqué et d'avoir participé à des chambres de torture pour prisonniers de guerre et civils ukrainiens dans la partie occupée de la région de Lougansk »,,.
Des milblogueurs russes affirment que plus de 300 Ukrainiens (soit l'effectif d'un bataillon) opèrent sur la rive gauche du Dnipro, et que des combats ont lieu près de Krynky, ainsi que près de Poyma (uk) (12 km à l'est de la ville de Kherson), de Pichtchanivka, raïon de Kherson, et de Pidstepne (uk),.

le Conseil de sécurité de l'ONU se réunit à la demande de la fédération de Russie à propos des frappes d’hier tuant six civils et en blessant cinquante-cinq autres. Les frappes ont eu lieu à Donetsk au milieu d’une journée de travail.

### 9 novembre
Dans la matinée, des explosions ont retenti dans la zone de l'ancienne ferme collective soviétique à Skadovsk, dans l'oblast de Kherson occupé faisant 5 morts et 15 blessés.

### 10 novembre
L'Ukraine affirme que des drones marins ont attaqué et endommagé deux péniches de débarquement de classe Serna, près de Tchornomorske, sur la péninsule de Tarkhankout, au nord-ouest de la Crimée,

### 11 novembre
Les services ukrainiens affirment qu'au moins trois officiers russes ont été tués dans une explosion au quartier général de l'occupation à Mélitopol, lors de action d'une structure de la résistance ukrainienne locale.

### 12 novembre
L'état-major ukrainien signale « 80 combats au cours de la journée écoulée et que l'armée russe a tiré 1 missile, procédé à 63 frappes aériennes et à 64 tirs de lance-roquettes multiples, dont deux missiles guidés Kh-59 et un missile balistique Iskander-M sur les positions de nos troupes et les zones habitées ».
Selon l'ISW, l'Ukraine intensifie ses attaques contre l’armée, la logistique et d'autres installations importantes russes situées à l'arrière de l'Ukraine occupée et de la Russie. Les forces ukrainiennes réalisent de légers gains sur la rive orientale de l'oblast de Kherson à la suite d'opérations terrestres en cours. Les forces russes mènent des attaques sur la ligne Koupiansk-Kreminna, près de Bakhmout, à la frontière des oblasts de Donetsk et de Zaporijjia, et dans la partie occidentale de l'oblast de Zaporijjia.

### 13 novembre
Un conflit commercial entre les entreprises de transport polonaises et ukrainiennes engendre cent soixante heures d'attente à trois points frontaliers, 20 000 véhicules attendent selon l'Ukraine. C'est le second conflit qui fait suite au problème de l'exportation massive des céréales ukrainiennes via la route terrestre de la Pologne.

### 14 novembre
Un député ukrainien, Oleksandr Doubinsky, accusé de haute trahison au profit de la Russie, est placé en détention préventive.

### 15 novembre
Le chef de cabinet du Président Zelensky, Andryi Yermak, reconnait que les forces ukrainiennes tiennent des positions sur la rive gauche du Dnipro.

### 16 novembre
Au total, les russes lancent 12 missiles et effectuent 47 frappes aériennes, et 38 attaques de Lance-roquettes multiple sur les positions et les zones peuplées ukrainiennes et 72 affrontements ont eu lieu.
Le ministère de la Défense russe indique : « Le centre de contrôle de la 128e brigade d'assaut de montagne des Forces armées ukrainiennes dans les environs de Zaritchne, Oblast de Zaporijjia, a été touché ».

### 17 novembre
La situation se détériore dans le secteur du front près d'Avdiivka, où les forces russes prennent position autour de la ville, en particulier sur le flanc nord,.
Après avoir eu un nombre important de combattants allemands, belges et français, venus dans les premiers mois, l'Ukraine reçoit moins de candidatures. Les combattants sont désormais majoritairement des Syriens et des Latino-Américains – Colombiens et membres du bataillon Bolivar. Il ne resterait plus que 2 000 à 3 000 volontaires étrangers en Ukraine.
Dans un rapport, le ministère de la Défense russe indique « Dans le secteur de Kherson, sur la rive droite du Dnipro (contrôlée par les Ukrainiens) et lors d’une tentative de débarquement sur une île, l'adversaire a perdu plus de 460 soldats tués ou blessés, deux chars et 17 véhicules »

### 18 novembre
L'état-major ukrainien affirme, dans un rapport d'activité, « que ses unités de l'infanterie de marine, épaulées par d'autres composantes des forces de défense, continuent de maintenir et de consolider des positions sur la rive gauche du Dnipro, où elles ont repoussé douze attaques russes ».
Le cargo Georgia S, transportant du blé ukrainien, battant pavillon libérien, a été légèrement endommagé au large des côtes ukrainiennes après avoir été touché par une mine flottante russe.

### 19 novembre
Le chef de l’administration militaire de Kyïv, Serhiï Popko, affirme que la ville a été bombardée par une dizaine de drones iraniens Shahed.
Le Président Zelensky limoge le général de division Tetiana Ostachtchenko de son poste de commandant du commandement des forces médicales ukrainiennes et ordonne son remplacement par le major-général Anatoli Kazmirtchouk (uk).

### 20 novembre
Le gouverneur prorusse de l'oblast de Kherson, confirme que les troupes ukrainiennes ont effectué une avancée de trois à huit kilomètres de profondeur sur la rive gauche du Dnipro et que les mille-deux-cents soldats auraient détruit vingt-quatre chars et quarante-huit autres véhicules.
Des missiles touchent un hôpital à Sélydové et font plusieurs victimes.

### 21 novembre
Visite de Boris Pistorius, ministre de la Défense allemand, à Kyïv, qui annonce une nouvelle aide de 1,3 milliard d'euros en 2024 qui comprendrait quatre unités de missiles IRIS-T, des mines antichars et 20 000 obus d'artillerie de 155 mm. Il s'est également engagé à livrer 140 000 obus de 155 mm à l'Ukraine en 2024.

### 22 novembre
La Russie annonce avoir neutralisé quatre drones navals ukrainiens se dirigeant vers la Crimée.
La Pologne dépose des accusations d’espionnage contre 16 ressortissants étrangers accusés d'être membres d'un réseau d’espionnage russe démantelé plus tôt dans l’année qui cherchait à saboter les trains à destination de l'Ukraine et à diffuser de la propagande anti-ukrainienne.

### 23 novembre
Le Président Poutine aurait gracié deux cannibales qui ont combattu en Ukraine pendant six mois avec le bataillon pénitentiaire Storm-Z.
le chef du service de renseignement extérieur ukrainien, Oleksandr Lytvynenko, estime que la Russie est déterminée à se battre « autant que nécessaire », et que la guerre est entrée dans la phase d’épuisement. La Russie se concentrera sur trois tâches concernant l'Ukraine : prendre l’avantage sur le champ de bataille, détruire les infrastructures et saper l'unité sociale,.

### 24 novembre
Quatre chefs de l'armée ukrainienne sont démis par le Président Zelensky : Youriy Kondratyouk, Oleksandr Nabok, Oleg Sahon et Mykola Mykolenko.
Oleksiy Danilov du Conseil de défense et de sécurité nationale d'Ukraine annonce que les soldats seront démobilisés après leur dix-huit mois de service, ce qui fait suite aux manifestations d'épouses du 12 novembre.

### 25 novembre

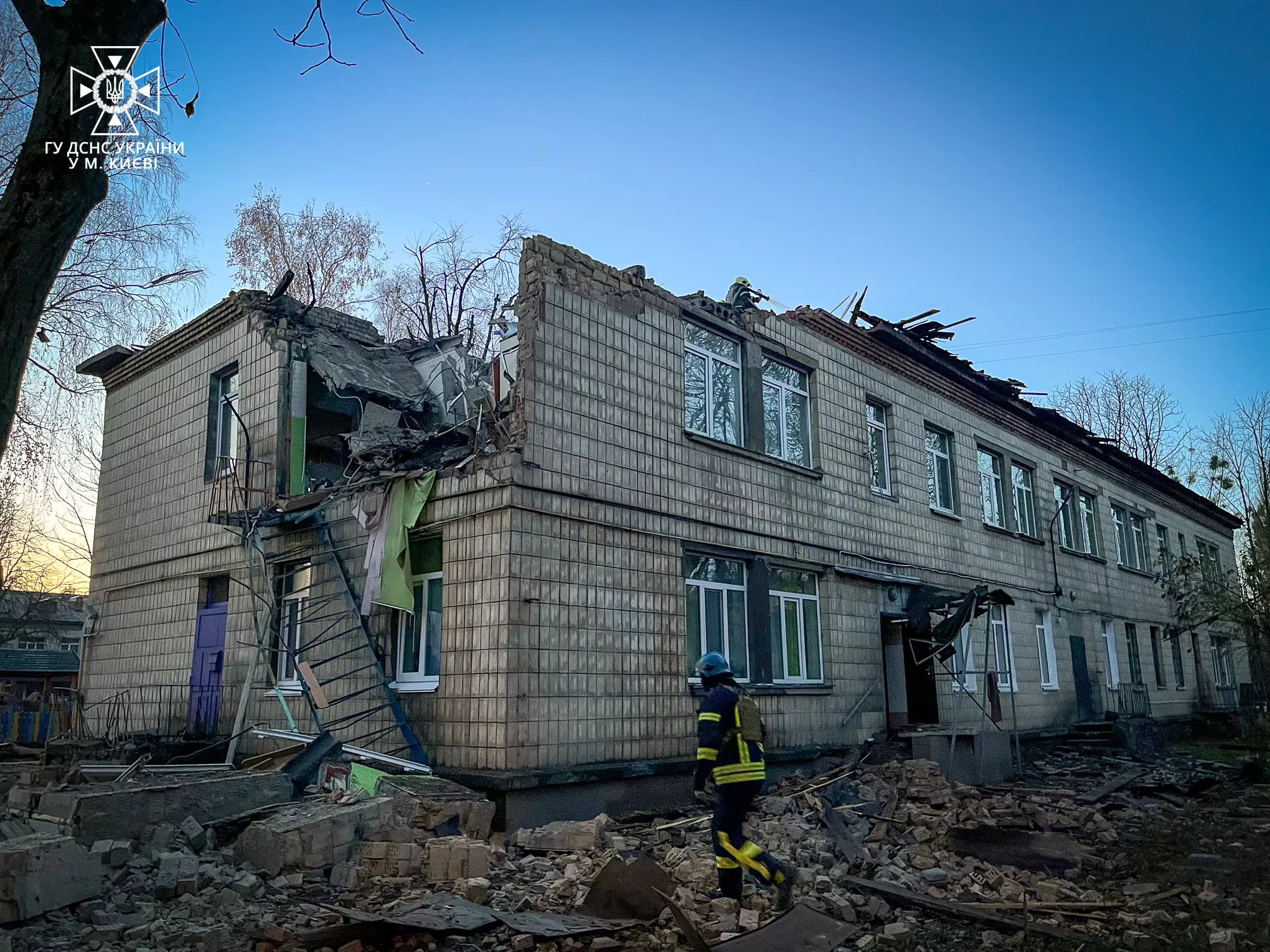
Dégâts sur une crèche de Kyïv, le 25 novembre 2023.

La capitale, Kyïv a été visée, durant six heures par un raid durant lequel sur les 75 drones envoyés par les russes, 74 auraient été abattus. Cinq blessés sont à déplorer.
L'Union européenne promet 55 millions d'€ pour la réparation des infrastructures portuaires.

### 26 novembre
Selon Hromadske.TV les Forces ukrainiennes ont frappé une usine aéronautique dans la ville russe de Smolensk.

### 27 novembre
Ivan Fedorov, le maire en exil de Melitopol, déclare qu'une voiture transportant des combattants tchétchènes prorusses aurait été attaquée par des partisans ukrainiens dans une embuscade près de Myrne (oblast de Zaporijjia), le fait n'a pas été confirmé ou infirmé et le nombre de victimes est inconnu.

### 28 novembre
Les médias ukrainiens rapportent que Marianna Boudanova, l'épouse du chef du renseignement militaire ukrainien Kyrylo Boudanov, est hospitalisée pour un empoisonnement aux métaux lourds (en).
Le commandant adjoint du 14ᵉ corps d'armée russe, le général Vladimir Zavadski (en) est tué avec six autres personnes par l'explosion d’une mine russe,.

### 29 novembre
Le ministère russe de la Défense déclare qu'une frégate de la flotte russe de la mer Noire a lancé une attaque avec quatre missiles de croisière 3M-54 Kalibr sur des infrastructures militaires ukrainiennes et affirme avoir pris le contrôle de Khromove (en), un village qui comptait 1 000 habitants avant la guerre, situé à la périphérie ouest de Bakhmout,.
Selon le Centre national de la résistance ukrainienne, cinq hauts fonctionnaires prorusses ont été tués dans le bombardement d'un bâtiment de la police de Iouvileïne, oblast de Kherson, la ville avait déjà été le lieu d'autres actes de la résistance.

### 30 novembre
La chaîne Telegram « WarGonzo », proche de l'armée russe, affirme que les troupes ukrainiennes qui ont pris position dans une zone boisée située au sud-ouest de Krynky, oblast de Kherson, localisé sur la rive gauche du Dnipro, sont sous les feux intenses de l'aviation et de l'artillerie russe
Le SBU affirme avoir fait sauter un train de marchandises qui circulait dans le tunnel de Severomouïsk, dans le nord-ouest de la Bouriatie, afin de bloquer une ligne de chemin de fer stratégique pour la logistique militaire russe, qui passe au nord du Transsibérien faisant partie d'un réseau de voies reliant la Russie à la Chine, utilisé pour se fournir en armes auprès de la Chine et de la Corée du Nord,,,.

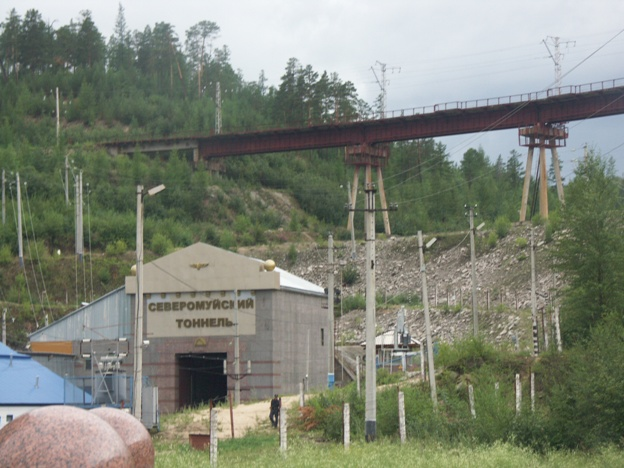
L'entrée orientale du tunnel de Severomouïsk. La voie de contournement passe au-dessus du pont.
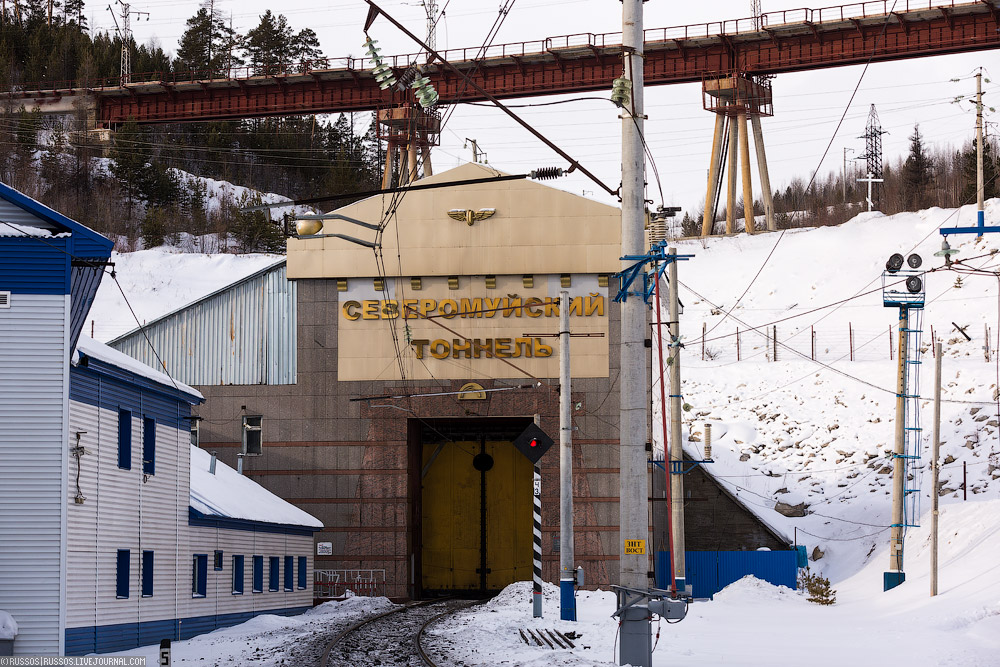
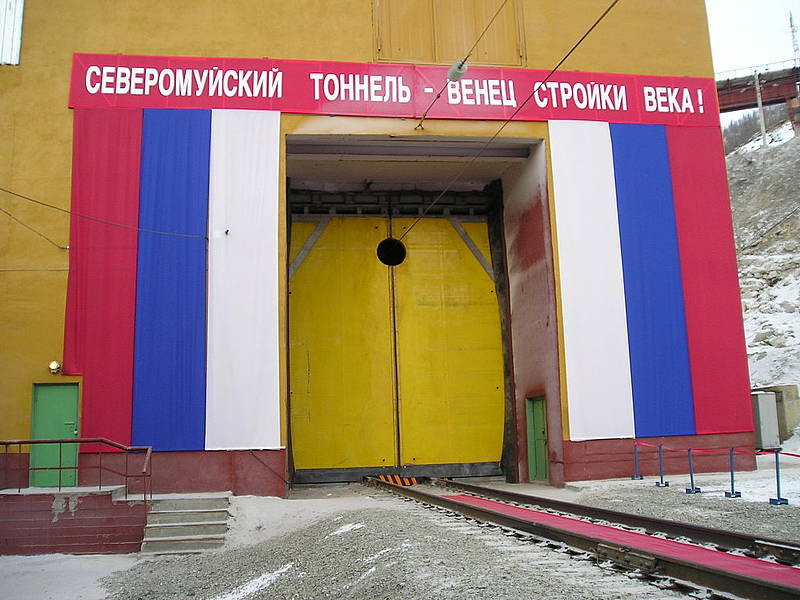
L'entrée occidentale du tunnel de Severomouïsk. On aperçoit la voie de contournement.
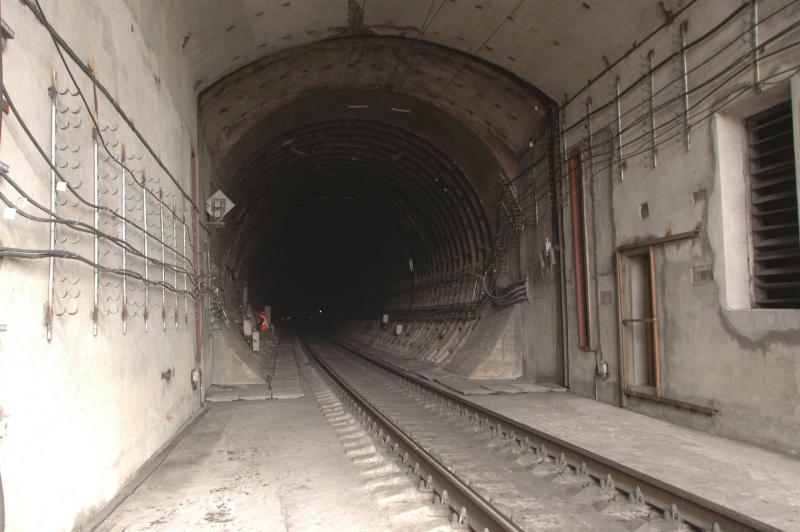
Intérieur du tunnel
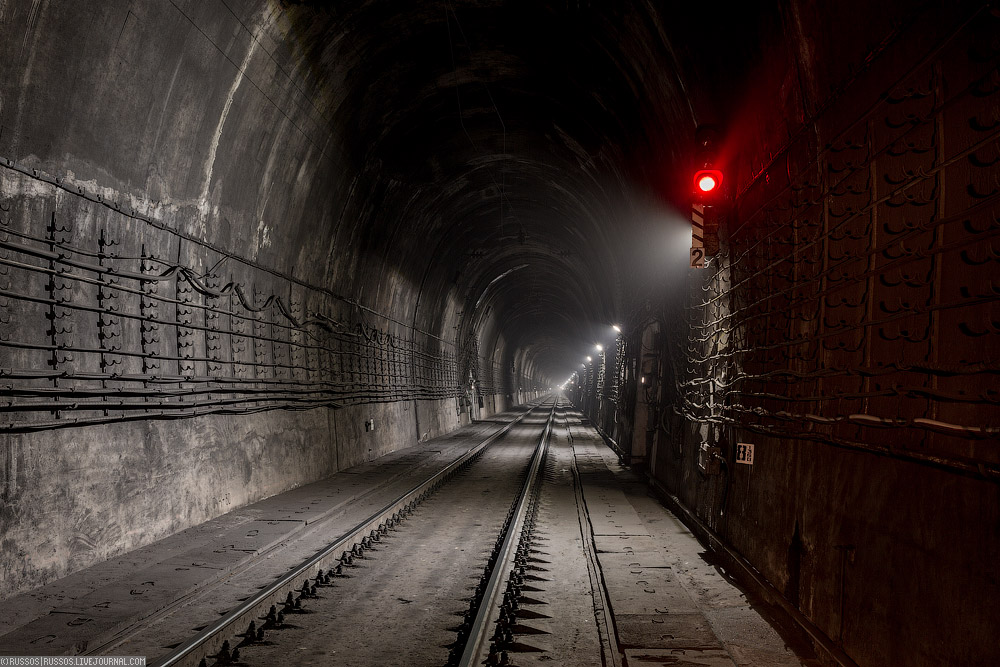
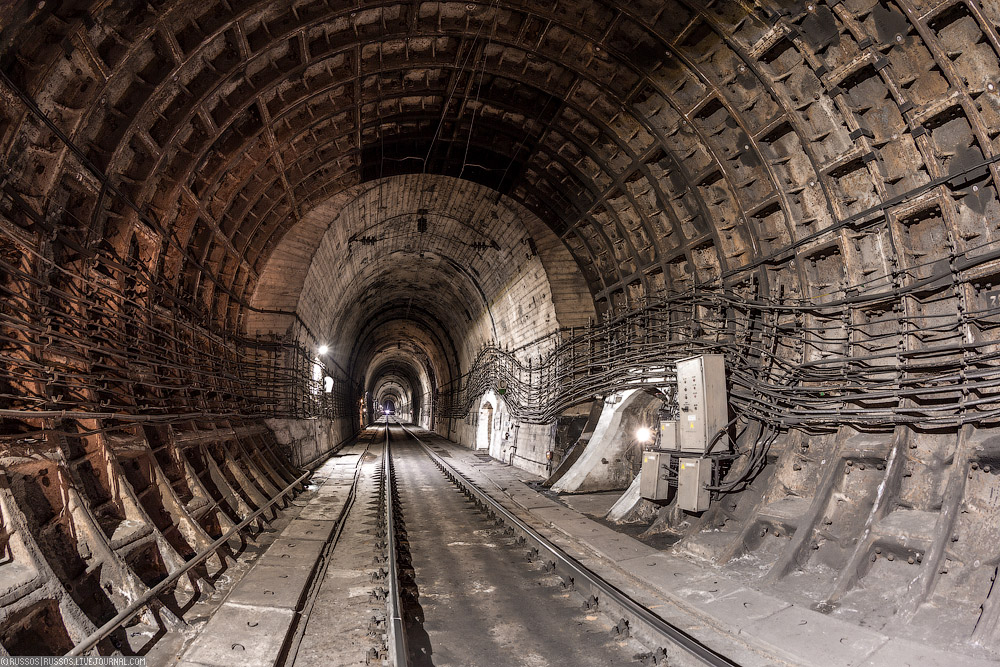

### Décembre 2023
Pour les événements suivants, voir Chronologie de l'invasion de l'Ukraine par la Russie (décembre 2023).